# Guerra psicológica
La guerra psicológica y las operaciones psicológicas han sido conocidas también con otros términos, como guerra política, «ganar las mentes y los corazones» y propaganda. El término de guerra psicológica se usa para «definir cualquier acción que se practica sobre todo por métodos psicológicos con el ánimo de evocar una reacción psicológica planeada en otras personas». Se usan varias técnicas para realizarla y está dirigida a influir en el sistema de valores, en el sistema de creencias, en las emociones, en el razonamiento o en el comportamiento del público. Se emplea para inducir confesiones o reforzar actitudes y comportamientos favorables al que tiene algún propósito, y se combinan a menudo con operaciones encubiertas y tácticas de falsa bandera. También se emplea para destruir la moral de los enemigos a través de tácticas que ayuden a deprimir a las tropas de los estados. Los objetivos pueden ser gobiernos, organizaciones, grupos e individuos, y no solamente soldados. Los civiles de países extranjeros también pueden ser los objetivos, con el uso de las nuevas tecnologías y los medios de comunicación, para causar algún efecto en el gobierno de ese país.
En la obra Propaganda: La formación de las actitudes de los hombres, Jacques Ellul escribe sobre la guerra psicológica como una política habitual y pacífica practicada entre naciones como una forma de agresión indirecta. Este tipo de propaganda mina la opinión pública de un régimen adverso retirándole el poder sobre la opinión pública. Es difícil defenderse de esta forma de agresión al no haber tribunales internacionales capaces de proteger contra ella ya que no puede ser atribuida legalmente. «Aquí los propagandistas están tratando con un adversario extranjero con el propósito de destruir su moral con medios psicológicos para que el oponente comience a dudar de la validez de sus creencias y acciones».

## Orígenes

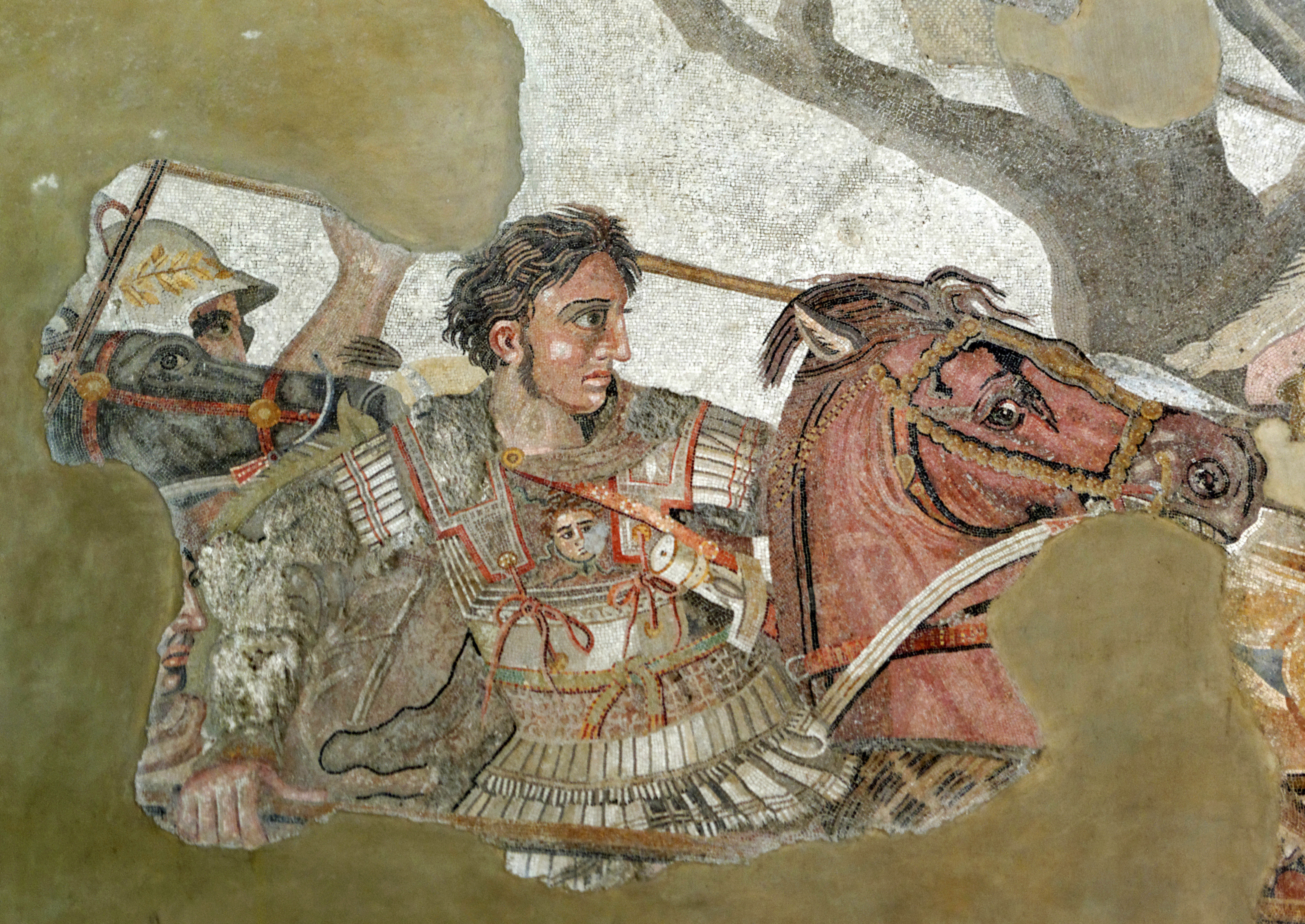
Mosaico de Alejandro Magno en su campaña contra el Imperio persa.

En el siglo VI a. C. el griego Bías de Priene resistió con éxito el asedio del rey de Lidia, Aliates, engordando un par de mulas y llevándolas fuera de la ciudad sitiada para dar la impresión de que tenían abundancia de recursos.
En la batalla de Pelusium, en el 525 a. C., entre el Imperio persa y Egipto, los persas fueron con gatos para afectar a la moral de los egipcios, que los consideraban sagrados.
Alejandro Magno conquistó gran parte de Europa y de Oriente Medio y mantuvo sus territorios empleando a las élites locales y la administración. Alejandro Magno dejó a algunos de sus nombres en cada ciudad conquistada para que implementasen la cultura griega y acabaran con las opiniones disidentes. A los soldados se les pagaron dotes para que se casasen con las lugareñas.
Genghis Khan, jefe del Imperio mongol en el siglo XIII, empleó técnicas menos sutiles. Trataba de acabar con la voluntad del enemigo antes de atacar el asentamiento. Los generales mongoles exigían la sumisión a Khan y amenazaban a las ciudades con la destrucción completa si se negaban a rendirse. Si tenían que luchar para tomar el asentamiento, los generales mongoles cumplían sus amenazas y masacraban a los supervivientes. Las historias de la horda invasora se extendían a las aldeas cercanas y se creaba un ambiente de inseguridad que socavaba las posibilidades de una resistencia en el futuro.
Genghis Khan también empleaba tácticas que hacían que su número de tropas pareciese mayor de lo que realmente era. Durante las operaciones nocturnas ordenaba a cada soldado encender tres antorchas hasta el amanecer para generar la ilusión de un ejército gigantesco y así engañar e intimidar a los exploradores enemigos. A veces también ataba objetos a las colas de los caballos para que, cuando cabalgasen en un campo abierto que tuviera el terreno seco, levantase una nube de polvo que diese al enemigo la impresión de un mayor número. Sus soldados también usaban unas flechas especiales que silbaban mientras volaban por el aire, para atemorizar al enemigo con aquel ruido.
En los década de 1740, el rey Federico el Grande de Prusia tenía un regimiento especial con hombres de más de 2,2 m de altura. Solamente usaba a sus «gigantes» cuando creía que iba a ganar,  y el enemigo se sentía vencido con solo verlos.
El califa musulmán Omar, en sus batallas contra los bizantinos, enviaba pequeños grupos de refuerzos para que pareciese que se estaba acumulando un gran ejército y que debían pactar con él.

### Primera Guerra Mundial

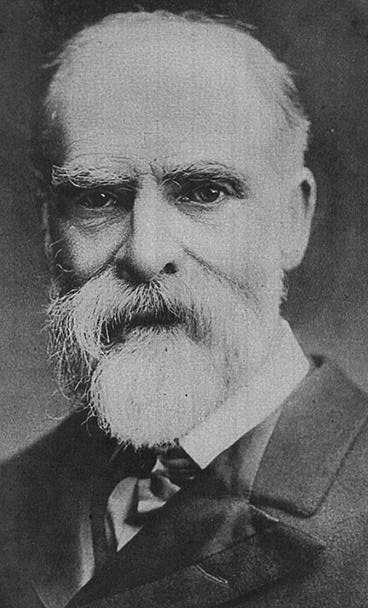
Lord Bryce envió una comisión en 1915 para documentar las atrocidades cometidas contra civiles belgas.

El comienzo de las operaciones de guerra psicológica modernas se suele situar en la Primera Guerra Mundial. En aquel entonces, las sociedades occidentales estaban más educadas y urbanizadas, y se podían difundir masivamente periódicos y carteles. También era posible lanzar pasquines como propaganda aerotransportada o lanzarlos mediante sistemas de morteros.
Los británicos tenían un servicio diplomático que mantenía buenas relaciones con muchas naciones del mundo, a diferencia de Alemania.
En agosto de 1914, David Lloyd George nombró al parlamentario Charles Masterman director de una agencia de propaganda en Wellington House. Un grupo de escritores con talento se apuntaron a la misma, entre los que estaban Arthur Conan Doyle, Ford Madox Ford, G. K. Chesterton, Thomas Hardy, Rudyard Kipling y H. G. Wells. Se publicaron más de 1160 panfletos durante la guerra. Se distribuyeron a países neutrales y, finalmente, a Alemania. Una de las primeras publicaciones importantes, el Report on Alleged German Outrages de 1915, tuvo un gran efecto en la opinión general de todo el mundo. El panfleto documentó las atrocidades, tanto reales como alegadas, cometidas por el ejército alemán contra civiles belgas. Un ilustrador holandés, Louis Raemaekers, proporcionó los dibujos altamente emocionales que aparecieron en el panfleto.
En 1917, la oficina pasó a estar en el Departamento de Información y se ramificó para el telégrafo, la radio, los periódicos, las revistas y el cine. En 1918, Viscount Northcliffe fue nombrado director de propaganda en países enemigos. El departamento realizaba propaganda contra Alemania, organizada por H. G. Wells, y contra el Imperio austrohúngaro, supervisada por Wickham Steed y Robert William Seton-Watson. Esta última estaba centrada en mermar la cohesión étnica del Imperio y aumentar las discrepancias de las minorías, como los croatas y los eslovenos. Esto tuvo una importancia significativa en el colapso del Ejército Austrohúngaro en la batalla de Batalla de Vittorio Veneto.
Se lanzaron panfletos por aire contra las trincheras alemanas con postales de prisioneros de guerra que detallaban su situación, noticias de rendiciones y propaganda contra el káiser y los generales alemanes. Al final de la guerra, el MI7b había distribuido unos 26 millones de panfletos. Los alemanes empezaron a disparar a los aviones que llevaban la propaganda, provocando que los británicos desarrollasen globos no tripulados para lanzarla. Al menos uno de cada siete de estos panfletos no era entregado por los soldados a sus superiores, a pesar de las severas penas por aquel delito. Incluso el general Hindenburg admitió que «sin sospechar nada, muchos miles consumieron el veneno», y los prisioneros de guerra admitieron que se sentían desilusionados cuando los panfletos propagandísticos les presentaban como carne de cañón. En 1915, los británicos empezaron a tirar un periódico regular, Le Courrier de l'Air, para los civiles en territorios de Francia y Bélgica ocupados por Alemania.
Al inicio de la guerra, el gobierno francés tomó el control de los medios para eliminar las noticias negativas. Solo en 1916, con el establecimiento de la Maison de la Presse, empezaron a usar tácticas similares para propósitos de guerra psicológica. Una de sus secciones fue el Servicio de Propaganda Aérea, dirigido por el profesor Ernest Tonnelat y por Jean-Jacques Waltz, un artista de Alsacia con el nombre en clave de Hansi. Los franceses solían distribuir solamente panfletos con ilustraciones, aunque los Catorce Puntos del presidente de los Estados Unidos Woodrow Wilson, que había sido muy modificado por los periódicos alemanes, fue distribuido íntegro por el Servicio de Propaganda Aérea francés.
Las Potencias Centrales usaron poco estas técnicas; no obstante, al comienzo de la guerra los alemanes lograron que el sultán del Imperio otomano a declarase la guerra santa contra la Triple Entente. También intentaron fomentar la rebelión contra el Imperio británico en lugares como Irlanda, Afganistán y la India. El mayor éxito alemán fue el envío del revolucionario ruso Lenin en un tren desde Suiza hasta Finlandia después de derrocamiento del zar. Esto provocó luego la Revolución Bolchevique, que sacó a Rusia de la guerra.

### Segunda Guerra Mundial
Adolf Hitler estuvo muy influenciado por las tácticas psicológicas de guerra que los británicos habían empleado durante la Primera Guerra Mundial y atribuyó la derrota de Alemania a los efectos que esta propaganda tuvo en los soldados. Se comprometió con el uso de la propaganda de masas para influir en las mentes de la población alemana en las próximas décadas. Al llamar a su movimiento el Tercer Reich, pudo convencer a muchos civiles de que su causa no era solo una moda pasajera, sino el camino hacia su futuro. Joseph Goebbels fue nombrado ministro de Propaganda cuando Hitler llegó al poder en 1933, y retrató a Hitler como una figura mesiánica para la redención de Alemania. Hitler también combinó esto con las proyecciones resonantes de sus oraciones para lograr efecto.
El plan de invasión alemana de Checoslovaquia de Fall Grün tenía una gran parte relacionada con la guerra psicológica dirigida tanto a los civiles y al gobierno checoslovacos como, de manera crucial, a los aliados checoslovacos. Tuvo éxito hasta el punto de que Alemania obtuvo el apoyo del Reino Unido y Francia a través del apaciguamiento para ocupar Checoslovaquia sin tener que luchar en una guerra total, sufriendo solo pérdidas mínimas en la guerra encubierta antes del Acuerdo de Múnich.
Al comienzo de la Segunda Guerra Mundial, los británicos establecieron el Ejecutivo de Guerra Política para producir y distribuir propaganda. Mediante el uso de potentes transmisores, se podían realizar transmisiones en toda Europa. Sefton Delmer manejó una exitosa campaña de propaganda negra a través de varias estaciones de radio que fueron diseñadas para ser populares entre las tropas alemanas y al mismo tiempo presentar material de noticias que debilitaría su moral bajo una apariencia de autenticidad. El primer ministro británico Winston Churchill, hizo uso de las emisiones de radio para hacer propaganda contra los alemanes.
Durante la Segunda Guerra Mundial, los británicos hicieron un uso extensivo del engaño y desarrollaron muchas técnicas y teorías nuevas. Los principales protagonistas en este momento fueron la «Fuerza A», establecida en 1940 bajo Dudley Clarke, y la Sección de Control de Londres, constituida en 1942 bajo el control de John Bevan. Clarke fue pionero en muchas de las estrategias de engaño militar. Sus ideas para combinar órdenes de batalla ficticios, engaño visual y agentes dobles ayudaron a definir la estrategia de engaño de los aliados durante la guerra, por lo que se le conoce como «el mayor engañador británico de la Segunda Guerra Mundial».

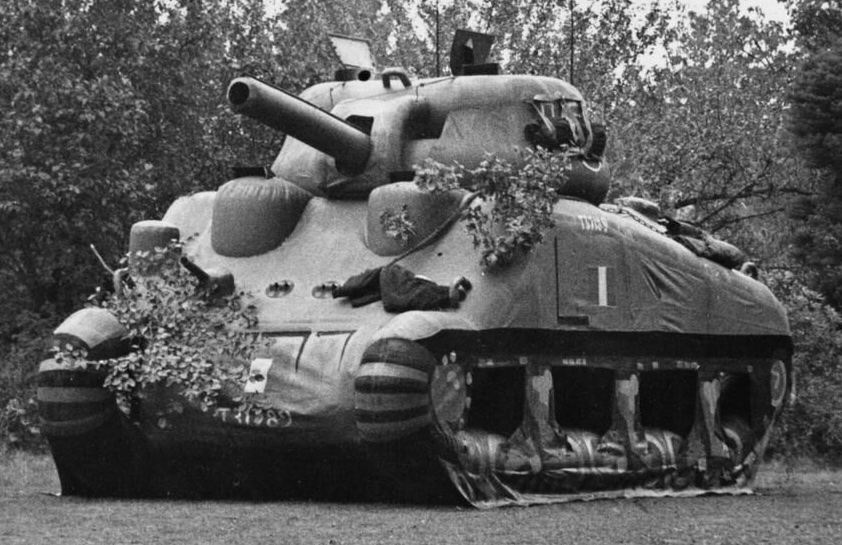
Un tanque Sherman ficticio, usado para engañar a los alemanes

Durante el período previo a la invasión aliada de Normandía, se idearon muchas tácticas nuevas en la guerra psicológica. El plan de la Operación Bodyguard establecía una estrategia general para engañar al alto mando alemán en cuanto a la fecha y el lugar exactos de la invasión. La planificación comenzó en 1943 bajo los auspicios de la Sección de Control de Londres. Se presentó un borrador de estrategia, denominado Plan Jael, al alto mando aliado en la Conferencia de Teherán. La Operación Fortitude tenía la intención de convencer a los alemanes de una mayor fuerza militar aliada de la que existía (a través de ejércitos ficticios), falsificó operaciones para preparar el terreno para la invasión y filtró información sobre el orden de batalla y los planes de guerra de los aliados.
Se llevaron a cabo engaños navales elaborados (Operaciones Glimmer, Taxable y Big Drum) en el Canal de la Mancha. Pequeños barcos y aviones simularon flotas de invasión situadas frente a Pas de Calais, Cap d'Antifer y el flanco occidental de la fuerza de invasión real. Al mismo tiempo, la Operación Titánico involucró a la RAF lanzando paracaidistas falsos al este y al oeste de los desembarcos de Normandía.
Los engaños se implementaron con el uso de agentes dobles, tráfico de radio y engaño visual. La operación antiespionaje británica «Double Cross» había tenido mucho éxito desde el comienzo de la guerra, y la LCS pudo utilizar agentes dobles para enviar información engañosa sobre los planes de invasión de los aliados. El uso del engaño visual, incluidos los tanques simulados y otro equipo militar, se había desarrollado durante la campaña del norte de África. El material simulado fue creado para Bodyguard. En particular, se almacenaron lanchas de desembarco ficticias para dar la impresión de que la invasión tendría lugar cerca de Calais. La Operación fue un éxito estratégico y el desembarco de Normandía tomó por sorpresa a las defensas alemanas. El engaño posterior llevó a Hitler a retrasar el refuerzo de la región de Calais durante casi siete semanas.

### Guerra de Vietnam
Estados Unidos ejecutó un amplio programa de guerra psicológica durante la guerra de Vietnam. El Programa Phoenix tenía el doble objetivo de asesinar al personal del Frente de Liberación Nacional de Vietnam del Sur (NLF o Viet Cong) y aterrorizar a cualquier simpatizante potencial o partidario pasivo. El programa Chieu Hoi del gobierno de Vietnam del Sur promovió las deserciones del FLN.
Cuando los miembros del PRG fueron asesinados, los agentes de la CIA y las Fuerzas Especiales colocaron naipes en la boca del difunto como una tarjeta de presentación. Durante el Programa Phoenix, más de 19 000 simpatizantes del FLN fueron asesinados. Estados Unidos también usó cintas de sonidos humanos distorsionados y los reprodujo durante la noche para que los soldados vietnamitas pensaran que los muertos habían regresado para vengarse.

### Operaciones recientes
La CIA hizo un uso extensivo de los soldados de la Contra para desestabilizar al gobierno sandinista en Nicaragua. La CIA usó técnicas de guerra psicológica contra los panameños mediante transmisiones de televisión sin licencia. El gobierno de Estados Unidos ha utilizado transmisiones de propaganda contra el gobierno cubano a través de TV Martí, con sede en Miami. Sin embargo, el gobierno cubano ha logrado bloquear la señal de TV Martí.
En la guerra de Irak, Estados Unidos usó la campaña de conmoción y asombro para mutilar psicológicamente al ejército iraquí y quebrantar su voluntad de luchar.
En el ciberespacio, las redes sociales han permitido el uso de desinformación a gran escala. Los analistas han encontrado evidencia de fotografías manipuladas o engañosas difundidas por las redes sociales en la guerra civil siria y la intervención militar rusa de 2014 en Ucrania, posiblemente con participación estatal. Los militares y los gobiernos se han involucrado en operaciones psicológicas (PSYOP) y guerras informativas (IO) en plataformas de redes sociales para regular la propaganda extranjera, que incluye países como Estados Unidos, Rusia y China.
En las operaciones en los mares de China Meridional y Oriental, tanto Estados Unidos como China se han involucrado en una «guerra cognitiva», que implica tanto demostraciones de fuerza, fotografías escenificadas e intercambio de desinformación.

## Métodos
La mayoría de los usos modernos del término guerra psicológica se refieren a los siguientes métodos militares:
- Desmoralización:
  - Distribuir panfletos que fomenten la deserción o proporcionen instrucciones sobre cómo rendirse
  - Estrategia militar de choque y asombro
  - Proyectar música y ruidos repetitivos e inquietantes durante períodos prolongados a un volumen alto hacia grupos sitiados (ejemplo: uso de música ensordecedora en la Operación Nifty Package)
  - Adoctrinamiento de tolerancia, para que los tótems y la cultura de un enemigo derrotado puedan ser removidos o reemplazados sin conflicto.
- Estaciones de radio de propaganda, como Lord Haw-Haw en la Segunda Guerra Mundial
- Cambiar el nombre de ciudades y otros lugares cuando son capturados (ejemplo: el cambio de nombre de Saigón a Ciudad Ho Chi Minh después de la victoria comunista en la guerra de Vietnam)
- Eventos de bandera falsa
- Uso de sistemas de altavoces para comunicarse con los soldados enemigos.
- Terrorismo[30]
- La amenaza de las armas químicas[31]
- Guerra de información

La mayoría de estas técnicas se desarrollaron durante la Segunda Guerra Mundial o antes, y se han utilizado hasta cierto punto en todos los conflictos desde entonces. Daniel Lerner estuvo en la OSS (el predecesor de la CIA estadounidense) y en su libro intenta analizar qué tan efectivas fueron las diversas estrategias. Concluye que hay poca evidencia de que alguno de ellos haya tenido un éxito espectacular, excepto tal vez dar instrucciones por altoparlantes cuando la victoria era inminente. Medir el éxito o el fracaso de la guerra psicológica es muy difícil, ya que las condiciones están muy lejos de ser un experimento controlado. Lerner también divide las operaciones de guerra psicológica en 3 categorías:
- Propaganda blanca (Omisiones y Énfasis): Veraz y no fuertemente sesgada, donde se reconoce la fuente de información.
- Propaganda gris (omisiones, énfasis y sesgo racial/étnico/religioso): en gran medida veraz, que no contiene información que pueda demostrarse incorrecta. La fuente no está identificada.
- Propaganda negra (Comisiones de falsificación): Intrínsecamente engañosa, la información dada en el producto se atribuye a una fuente que no fue responsable de su creación.

Lerner dice que las operaciones grises y negras en última instancia tienen un alto costo, ya que la población objetivo tarde o temprano las reconoce como propaganda y desacredita a la fuente. Él escribe: «Este es uno de los pocos dogmas propuestos por Sykewarriors que es probable que perdure como un axioma de la propaganda: la credibilidad es una condición de la persuasión. Antes de que puedas hacer que un hombre haga lo que dices, debes hacerle creer lo que tú dices». De acuerdo con esta idea, la estrategia aliada en la Segunda Guerra Mundial fue predominantemente una de verdad (con ciertas excepciones).
En Propaganda: The Formation of Men's Attitudes, Jacques Ellul analiza la guerra psicológica como una práctica común de política de paz entre naciones como una forma de agresión indirecta. Este tipo de propaganda drena la opinión pública de un régimen opositor al despojarlo de su poder sobre la opinión pública. Es difícil defenderse de esta forma de agresión porque ningún tribunal internacional de justicia es capaz de proteger contra la agresión psicológica, ya que no puede juzgarse legalmente.

Aquí los propagandistas están lidiando con un adversario extranjero cuya moral busca destruir por medios psicológicos para que el oponente comience a dudar de la validez de sus creencias y acciones.